# Фолькер Бек (спортсмен)
Фолькер Бек  (нім. Volker Beck, 30 червня 1956) — німецький легкоатлет, олімпійський чемпіон.

## Кар'єра
У 1980, 1981 та 1983 роках Фолькер ставав чемпіоном НДР в бігу з бар'єрами на 400 метрів.
Тричі вигравав срібні медалі на Континентальному кубку IAAF.

### Виступи на Олімпіадах
| Олімпіада   | Дисципліна                    | Місце |
| ----------- | ----------------------------- | ----- |
| Москва 1980 | біг на 400 метрів з бар'єрами | 1     |
| Москва 1980 | естафета 4 x 400 метрів       | 2     |